# LeRoy Mason
LeRoy Franklin (Larimore, 2 luglio 1903 – Van Nuys, 13 ottobre 1947) è stato un attore statunitense.

## Filmografia parziale
- The Painted Stallion, regia collettiva (1937)
- California Straight Ahead!, regia di Arthur Lubin (1937)
- Rhythm of the Saddle, regia di George Sherman (1938)
- Riders of the Purple Sage, regia di James Tinling (1941)
- Federal Operator 99, regia collettiva (1945)
- Daughter of Don Q, regia di Spencer Gordon Bennet e Fred C. Brannon (1946)